# Pieter Corneliszoon Hooft
Pieter Corneliszoon Hooft (ur. 16 marca 1581 w Amsterdamie, zm. 21 maja 1647 w Hadze) – holenderski poeta, dramaturg i historyk epoki renesansu. 
Był humanistą. W jego twórczości można dostrzec wpływ poetów klasycznych (Owidiusz, Horacy), Petrarki oraz poetów z francuskiej grupy Plejada. Tworzył poezję miłosną. Najbardziej znane były jego elegie oraz sonety, uchodzące za najwybitniejsze osiągnięcie renesansowej poezji niderlandzkiej. Posługiwał się aleksandrynem (trzynastozgłoskowcem). Pisał także utwory dramatyczne, w tym komedię Warenar (1616) oraz dramat z historii Holandii Geeraerd van Velsen (1613). Był też autorem głośnego dzieła historycznego Nedelandsche Historien (t. 1-20 1642, t. 21-27 1654). Założyciel kręgu przyjaciół sztuki Muiderkring.